# Arsenogoyazita
La arsenogoyazita es un mineral, arseniato de aluminio y estroncio con hidroxilos. Fue descrito como una nueva especie a partir de ejemplares obtenidos en la mina  Clara, Oberwolfach, Región de Friburgo,  Baden-Württemberg (Alemania), que consecuentemente es la localidad tipo. El nombre se debe al hecho de ser elequivalente a la goyazita con arsénico en lugar de fósforo.

## Propiedades físicas y químicas
Es el análogo con arsénico de la goyazita, que tiene fósforo en lugar de arsénico. Es  frecuente que la arsenogoyazita contenga un porcentaje importante de fósforo en lugar de arsénico, y además calcio y bario substituyendo parcialmente al estroncio. Forma una serie con la arsenogorceixita, que es el mineral con bario en lugar de estroncio. Los microcristales suelen tener morfología romboédrica.

## Yacimientos
La arsenogoyazita se encuentra en la zona de oxidación de los yacimientos hidrotermales polimetálicos. En la localidad tipo aparace asociada, entre otros, a olivenita, malaquita, cornwallita y arsenogorceixita. Es un mineral raro, conocido en alrededor de una veintena de yacimientos en el mundo. Aparecen cristales bien formados, de color blanco, en la mina Relistian Mine  Reawla,  Gwinear-Gwithian, Cornualles (Reino Unido). En España, se ha encontrado en una calicata situada en la concesión La Reconquistada, en Pastrana, Mazarrón (Murcia) y en la mina Las Cocotas, en el Cerro del Lobo, Tíjola (Almería).